# Manuel Juliachs i Mata
Manuel Juliachs i Mata (Vilafranca del Penedès, 1887 - Barcelona, 1980) fou un sindicalista català. Havia estat membre de la Unió Catalanista, ingressà en el CADCI l'any 1906. El 1923 va ser elegit vicepresident de la Federació de Dependents de Catalunya, organització promoguda pel CADCI, i el 1931 s'afilià a l'ERC. Fou president del CADCI del 1932 al 1934. El 1945 participà en la reorganització clandestina de l'ERC i edità, a Barcelona, tretze números de la publicació La Humanitat. Col·laborà a La Tralla, Renaixement i Lluita i dirigí La Nació.